# Autoridades Conjuntas de Aviación
Las Autoridades Conjuntas de Aviación (JAA, Joint Aviation Authorities en inglés) son un cuerpo asociado a la Conferencia Europea de Aviación Civil y constituyen el máximo organismo regulador de la aviación civil en el territorio de la Unión Europea.

## Historia
Las JAA fueron creadas en 1970 como una autoridad de certificación de aeronavegabilidad para la Unión Europea. Sus objetivos originarios, por tanto, se limitaban a producir leyes de certificación comunes para aviones de gran tamaño y sus motores debido a las necesidades de la industria aeronáutica europea y particularmente de los productos producidos por consorcios internacionales europeos como Airbus. A partir de 1987, su ámbito se amplió a la regulación de todas las actividades de operación, mantenimiento, concesión de licencias y descripción de estándares de certificación y diseño para todas las clases de aeronaves. Mediante la norma  1592/2002 del Parlamento Europeo y el Consejo de Europa aprobada el 28 de septiembre de 2003, las JAA asumieron toda la autoridad reguladora en materia de aviación dentro del territorio de la Unión Europea, a excepción de la relacionada con la seguridad en vuelo, de quien se encarga la Agencia Europea de Seguridad Aérea (EASA). En 2009, el sistema de las JAA se disolvió. Solo quedó la organización de formación (JAA-TO), que imparte principalmente cursos para el personal de las CAA de los países europeos.

## Funciones
Las JAA tienen como funciones principales:
- Desarrollar y adoptar Requerimientos Comunes de Aviación (JAR) relativos al diseño y fabricación de aeronaves, operación de las mismas y concesión de licencias para el personal relacionado con el vuelo de algún modo.
- Desarrollar procedimientos administrativos y técnicos para implementar las JAR, de manera coordinada y uniforme.
- Asegurarse de que las medidas obligatorias para la seguridad en vuelo no distorsionen la competencia entre las industrias aeronáuticas de los Estados miembros ni las sitúen en una mala posición competitiva con respecto a las industrias aeronáuticas de los Estados no-miembros.
- Proporcionar un núcleo de expertos europeos para las regulaciones de aviación.
- Cooperar en la armonización de requisitos y procedimientos con otras autoridades reguladoras y en particular con la Federal Aviation Administration (FAA) estadounidense.

## Códigos JAR
Los códigos JAR debían ser incorporados al ordenamiento jurídico interno por los Estados para adquirir valor jurídico. Sin embargo, determinados códigos fueron incorporados mediante la inclusión en las regulaciones de la Unión Europea al amparo del Reglamento (CE) N.° 3922/1991, de 16 de diciembre, sobre armonización de los requisitos técnicos y procedimientos administrativos en el campo de la aviación civil. A partir del año 1992 los códigos JAR, una vez elaborados, podían ser incluidos como Normas Técnicas Armonizadas de la Unión Europea, y por tanto, con efectos jurídicos en cada uno de los Estados miembros de la Unión. 

### Enumeración de códigos JAR
Los requisitos conjuntos de aviación estaban organizados en diferentes campos de regulación específicos. Cada JAR es un código, es decir, una recopilación sistemática de normas que se refieren a un tema aeronáutico determinado.

#### Mantenimiento
JAR-145 Organizaciones de mantenimiento Aprobadas.
JAR-66 Personal Certificador de Mantenimiento. 
JAR-147 Organizaciones de Instrucción/Exámenes de Mantenimiento Aprobadas. 

#### Certificación
JAR-21 Certificación de productos y partes. 
JAR-22 Certificación de planeadores y motoveleros. 
JAR-23 Certificación de aviones pequeñas. 
JAR-25 Certificación de aviones grandes. 
JAR-27 Certificación de helicópteros pequeños. 
JAR-29 Certificación de helicópteros grandes. 
JAR-36 Certificación del ruido de aeronaves.
JAR-39 Directivas de Aeronavegabilidad 
JAR-E Motores. 
JAR-P Hélices.
JAR-APU Unidades de Potencia Auxiliar.
JAR-TSO Órdenes Estándar Conjuntas 
JAR-AWO Operaciones Todo Tiempo
JAR-VLA Certificación aeronaves muy ligeras.

#### Operaciones
JAR-OPS PART 1 Transporte aéreo comercial (Aviones). 
JAR-OPS PART 3 Transporte aéreo comercial (Helicópteros). 
JAR-26 Requisitos de Aeronavegabilidad operaciones